# (2019) ван Альбада
(2019) ван Альбада (нидерл. van Albada) — астероид главного астероидного пояса, который принадлежит к светлому спектральному классу S и входит в состав семейства Флоры. Он был открыт 28 сентября 1935 года голландским астрономом Хендриком ван Гентом в Республиканской обсерватории Йоханнесбурга в Южной Африке. Астероид назван в честь Гале Бруно ван Альбада, голландского астронома, директора обсерватории Босха с 1948 года по 1958 год.

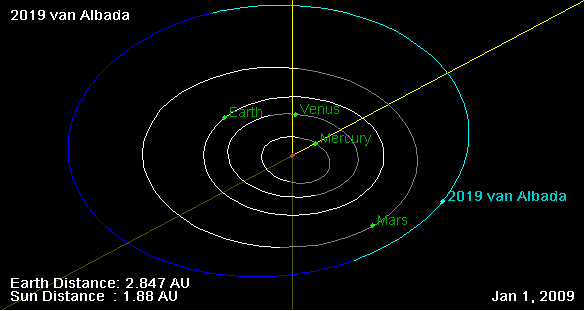
Орбита астероида Ван Альбада и его положение в Солнечной системе

В 1992 году рассматривался как потенциальный пролётный объект космического аппарата «NEAR Shoemaker», при условии отправки аппарата к астероиду 4660 Нерей. Пролёт не состоялся в связи с изменением целевого астероида на (433) Эрос.
Фотометрические наблюдения, проведённые в 2012 — 2015 годах астрономами Пьером Антонини, Junda Liu, Raoul Behrend и Jean Strajnic, позволили получить кривые блеска этого тела, из которых следовало, что период вращения астероида вокруг своей оси равняется 2,72 часа, с изменением блеска по мере вращения 0,13 — 0,20 m.
По данным, полученных с инфракрасного телескопа Wide, размеры астероида колеблются в пределах от 7,53 до 8,009 км, при этом его поверхность характеризуется очень высоким альбедо от 0,411 до 0,496.